# ガサラキ
『ガサラキ』（Gasaraki）は、1998年10月4日から1999年3月28日まで全25話にわたってテレビ大阪発テレビ東京系列で放送されたサンライズ制作のロボットアニメ作品。

## 概要
『装甲騎兵ボトムズ』を手がけた高橋良輔が、『蒼き流星SPTレイズナー』以来、13年ぶりに監督を務めたテレビシリーズのロボットアニメである。リアルロボットや実在兵器が登場する迫真性が高い戦闘描写、政治ドラマを持ち味とする近未来SFとしての側面と、能を始めとして和風のテイストを盛り込んだ伝奇作品としての側面を持つ。高橋が手がけるリアルロボット・テレビアニメとしては、初めての半年2クールシリーズ企画でもあった。
（ただし助監督として参加していた谷口悟朗の後年のインタビューによれば、高橋は当時多忙で現場につきっきりでいることができなかったため、脚本の決定権を除き自分たちが中心になって映像を制作していたと発言している）
まず最初にアニメ放送用のシナリオが書かれた。アニメは一話～数話で一ストーリー完結という形を取らず、一つの話数の中に異なる複数のストーリーを同列に配置する一種のコンプレックス形式を取っている。そのため第1話から最終話まで全て見なければ、視聴者は全てのストーリーを理解することが困難となっている。
この様な独特な構成は、シリーズ構成・脚本を担当した野崎透によるものである。野崎は「『ER緊急救命室』の様な群像劇にしたかった」と述べており、本作の方向性やコンセプトも監督の高橋良輔ではなく、主に野崎が定めていた。

### 物語設定
本作の本質は、主人公・ユウシロウがヒロイン・ミハルと共に自分自身や「ガサラキ（餓沙羅鬼）」と呼ばれる存在の謎に迫る伝奇サスペンスである。この伝奇としての部分を盛り上げるため、各話冒頭のサブタイトルに和歌を用いたり、ユウシロウがトランス状態に入るために能（「物依せ」の儀式）を舞ったりするなど和風の味わいを盛り込んでいる。豪和一族の中でユウシロウだけが名をカタカナ表記をされていることも重要な伏線となっている。
ユウシロウの属する豪和一族と、ミハルの所属する組織シンボルはどちらもガサラキに由来する伝承・技術を古代から保持しつつ、更にガサラキの真の姿・力を追い求め、これに接触し呼び込むことのできる二人を利用している。登場する戦闘ロボット「タクティカルアーマー（TA）」（シンボルでの呼称は「メタルフェイク（MF）」）もその過程での産物であり、ガサラキに由来するオーバーテクノロジー（豪和一族は「骨嵬（くがい）」と呼ぶ）を基にしている。
輪廻転生などの思想も取り入れられており、前世、あるいは祖先と思われる人々による餓沙羅鬼や骨嵬を巡る争いなどが平安編とドラマCDで描かれた。アニメ本編の後半からはユウシロウやミハルらと入れ替わる形で、思想家・西田と自衛隊による日本国内でのクーデターや日米対立などの現代政治劇ドラマが物語の軸となっており、最終回を除き伝奇的要素は影を潜める事となっていく。特に政治ドラマが中心となった後半は、西田が物語の前面に出るあまり、主人公のうちユウシロウは一パイロットとなり、ミハルの存在感も薄くなる、平安編まで張られていた伏線の多くが未消化に終わる等の弊害も招いた。
後半、ユウシロウの印象が薄くなった原因について野崎は「ユウシロウはまだ17歳の子どもであり、いくら優秀でも所詮子どもが物語を構成する大人社会を引っ張る様な描写を描くことは、自分にはできなかった」と述べている。これについて高橋は野崎の考えを否定はしなかったが、本作においてはマイナスに働いたと指摘。自分がそこを修正すべきだったと述べている。

### メカ設定
本作品には特務自衛隊が開発したタクティカルアーマー（TA)と、シンボルが開発したメタルフェイク（MF)という、二足歩行ロボット兵器が登場する。
TAやMFは体高4m台の機体に人が立って搭乗する。こうしたサイズ上の制約と重量軽減のため、装甲は必要最低限しか施されていない。防御に関しては機動による回避を主としており、作中ではMFが歩兵携帯火器の集中攻撃を受けて破壊される場面も描写されている。手足があっても格闘に用いるのに十分な強度は無く、敵を殴りつけるとマニピュレーターが粉砕してしまう。また移動時の振動、敵や暴徒と対峙した時のストレスが、パイロットの身体・精神に与える過酷な負担も強調されている。
TAは、『太陽の牙ダグラム』におけるコンバットアーマー、『装甲騎兵ボトムズ』におけるアーマードトルーパーといった一連の作品における「リアルロボット」の延長線上のあるデザインで、純粋な兵器としてのイメージを持つ。その武装の多くは現用兵器に近く、それらを用いたリアリティ優先の戦闘シーンの演出が行われた（「電磁レールガン」や「ブラストロッド」といった武装もあるが、現実においても試作研究中、ないし実在兵器の応用である）。ベギルスタン編では、砂漠上において初めてMFと遭遇した戦車部隊を実質奇襲の形で壊滅させた回もあるが、兵器としては本来さほど強力ではなく、航空機や戦車と正面切って戦うのは無謀とされる。暴徒の威嚇・鎮圧、ワイヤーを活用したある程度の大きさがある建物への侵入・ビル群が立ち並ぶ都市部での局所戦といった極めて限定された状況でしか有効でないと描写される。
複合装甲を持つ戦車の砲塔がそのまま頭部になったようなデザインがテレビアニメで使用されたのは、この作品が初めてであった（OVAや模型では既存）。
TAやMF、骨嵬は劇中での活躍というより出番そのものが少なかった（特に物語中盤）。番組終了後に高橋監督は「ロボットを活躍させなさすぎた」と語っている（TAやMFはキット化されたが、セールス面では奮わなかった）。

### 続編について
監督の高橋良輔は本作について、後に「当初想定していた着地点にまで到達できなかった」と語っている。事実、番組終了後の関連商品（主に映像ソフト）の売り上げも悪くなかったことからサンライズ内で劇場映画化の企画が立ち上がり、実際にアニメ誌などでも取り上げられたが、なんらかの理由で頓挫した模様。米たにヨシトモのWEBラジオにゲスト出演した高橋監督自ら「ガサラキの続編はない」と発言している。

## あらすじ
日本の経済を影で操る旧家・豪和家は、代々伝わる「骨嵬」（クガイ）の組成を研究応用し、自衛隊と共に「タクティカルアーマー（TA）」という二足歩行兵器を開発した。
豪和家四男で余流能楽の継承者であるユウシロウはガサラキと接触できる「餓沙羅（がさら）の舞」実験の途中、ミハルという名の少女と精神接触をする。ミハルを擁する組織「シンボル」もまたガサラキ（ナダ）への接触実験を行っていた。
一方、豪和家長男である一清は、国学者・西田啓、自衛隊の広川と共謀し、反米クーデターに拠って日本の権力を手に入れようとする。同じ力を持つユウシロウとミハルは、ナダ実験への誤解が引き起こしたベギルスタン紛争、ガサラキの力を追い求める豪和家・シンボルの思惑といった波瀾の運命に翻弄されていく。

## 登場人物
豪和憂四郎/豪和ユウシロウ（ごうわ ユウシロウ）
声 - 檜山修之
主人公。豪和家四男。特務自衛隊（特自）の教導団第3実験中隊に、豪和側からTAパイロット（フォーカス1担当）として大尉待遇で委託配属されている。空知検校により幼少の頃から余流能楽の手ほどきを受けて育つが、本人には10歳より以前の記憶が無い。実は、憂四郎は8年前の実験で死亡しており、現在のユウシロウは空知の孫で、脳に憂四郎の記憶を移植され、死んだ憂四郎の代わりに豪和家によるガサラキ召喚実験におけるシャーマン的役割である「嵬」（カイ）として利用されている。
ミハル
声 - 金月真美
ヒロイン。日本人らしいが本名は作品中では明かされない。シンボルのMFパイロット。「インヴィテーター」と呼ばれる、豪和家における「嵬」と同様の実験体としてシンボルに利用されている。幼少時に難病に罹患しており、治療のため海外に渡航中に乗機が墜落、唯一の生存者となった。その際にインヴィテーターの反応を発見したシンボルによって救助され治療を受けて回復している。

### 豪和一族及び関係者
豪和一清（ごうわ かずきよ）
声 - 高田祐司
豪和家長兄。野心家であり豪和家によるガサラキ召喚実験を牽引する中心人物。のちに父・乃三郎を退け総代となる。天才肌で自らの知性に自信を持っている。他人は勿論、家族ですら手駒扱いする冷酷非情さで、後述の実験中隊に嫌われている。
豪和清継（ごうわ きよつぐ）
声 - 速水奨
豪和家次男。物理学者で、ガサラキ召喚実験の技術面でのトップを担う。末弟のユウシロウに好意的だが、人格を好いているだけで、弟として認めてはいなかった。
豪和清春（ごうわ きよはる）
声 - 千葉一伸
豪和家三男。豪和インスツルメンツ役員。政治工作やTAの売り込みなど、豪和の対外交渉を一手に担う。眼鏡をかけており見かけは穏和そうだが、ベギルスタン紛争ではシンボルに内通した多国籍軍司令官に単身抵抗し、特自実験中隊を脱出させる剛胆さを持つ。長兄には「春」とあだ名で呼ばれている。清継同様、ユウシロウには好意を持っている。
豪和美鈴（ごうわ みすず）
声 - こおろぎさとみ
豪和家長女で兄妹の中では末子。ユウシロウを慕うため、ミハルへの嫉妬を抱く。病弱なため、豪和市の邸宅を出て鬼哭石（きなし）の郷で療養していた。
豪和乃三郎（ごうわ だいざぶろう）
声 - 小山武宏
豪和一族総代であったが、第13話で息子の一清に地位を奪われて隠居の身となる。かつては自分も兄の儀一郎から総代の座を奪っており、その負い目もあって運命を受け入れた。コミック版ではユウシロウへの思慕のあまり感情を暴走させた美鈴に、アニメ版では野望に燃える一清に殺害されている。
豪和雪乃（ごうわ ゆきの）
声 - 藤木聖子
豪和乃三郎の後妻。一族の背景にある複雑な事情からか、ユウシロウや美鈴には普段冷淡な態度で接している。
豪和義猛（ごうわ よしたけ）
声 - 有本欽隆
乃三郎の弟。防衛庁第五幕僚室勤務で作中では豪和参謀と呼ばれている。自衛隊の階級は将補。
豪和猛晴（ごうわ たけはる）
声 - 大川透
ユウシロウたちのいとこで自衛官。ベギルスタンでドール准将とのパイプ役を務める。中尉。
豪和儀一郎（ごうわ ぎいちろう）
声 - 藤本譲
乃三郎の長兄。「嵬の道」にある古寺で骨嵬を守っている。乃三郎との家督争いに敗れた上の弟（乃三郎の次兄）には不甲斐ないと思われている模様。
米谷寄与武（よねたに きよむ）
声 - 大川透
豪和インダストリー中央研究所主任研究員。研究のためには手段を選ばない危険な人物。
空知（そらち）
声 - 秋元羊介
余流能楽の伝承者でユウシロウの能の師。「検校」と呼ばれるが、役職名であり名前ではない。

### 特務自衛隊（実験中隊）
速川保（はやかわ たもつ）
声 - 安井邦彦
特務自衛隊教導団第3実験中隊長。中佐。
徳大寺琢磨（とくだいじ たくま）
声 - 中田和宏　
作戦オペレーターで、作戦地域の情報分析を担当。大尉。速川の副官的存在。
安宅燐（あたか りん）
声 - 高山みなみ
TAパイロット（フォーカス2担当）。大尉。ユウシロウと同じA小隊の所属で小隊長。明るく気さくな性格。実は防衛大学を首席卒業している秀才。
鏑木かほる（かぶらぎ かほる）
声 - 日高奈留美
TAシステムオペレーターで、フォーカス1とフォーカス2」で編成されるA小隊を担当。大尉。厳しく堅物であるが、根は優しい。大学で制御工学を専攻していたせいでマイル1の特異性を理解している。
村井沙生（むらい すなお）
声 - 丹下桜
TAシステムオペレーターで、フォーカス3とフォーカス4で編成されるB小隊を担当。中尉で、隊内では「ムラチュー」と呼ばれる。一見自衛隊には不似合いな可憐な女性であるが、豪和清継からデータの横流しを求められた時には険しい表情を浮かべるなど、任務には真摯である。
なお、彼女を主人公としたミニ小説『ガサラキ 村井中尉の決心』が存在する（角川mini文庫）。
高山臨巳（たかやま のぞみ）
声 - 菅原淳一
TAパイロット（フォーカス3担当）。少佐。B小隊隊長。
北沢淳（きたざわ じゅん）
声 - 岩永哲哉
TAパイロット（フォーカス4担当）。大尉。
陶見卓郎（すえみ たくろう）
声 - 林延年
指揮車情報管理および銃手。中尉。

### 特務自衛隊（その他）
柴崎
声 - 中博史
特務自衛隊の航空開発担当参謀。クーデターに参加。
大川
声 - 森川智之
特自の教育参事官。クーデターに参加。
北村
声 - 中嶋聡彦
SAT-1（17式改実験小隊1番機）パイロット。
亀野
SAT-2（17式改実験小隊2番機）パイロット。
山根
SAT-3（17式改実験小隊3番機）パイロット。
谷口
声 - 大川透
SAT-4（17式改実験小隊4番機）パイロット。
上記4名は新型TA（設定のみの名称は「震電」）のテストパイロットだったが、米谷によってマイル1から抽出された物質を投与された結果、試験中に暴走してしまう。
桑島
声 - 森川智之
特自の技術士官。震電が暴走する中、米谷に対して試験の中止を進言した。

### クーデター関係者
西田啓（にしだ ひらく）
声 - 岸野幸正
国学者にして憂国の士。近代以前の日本は清らかな美徳あふれる国であったと主張。日本国民をいったん貧しくしてでも、精神的に再生させるべきだと信じ、自衛隊幹部の同志や豪和家とともに、クーデターと対米経済戦を決行する。目の傷は、荒廃していく祖国日本を見ていることがいたたまれなくなり、自らの愛刀で傷つけたもの。豪和一族に伝わる餓沙羅鬼の伝承を心得ており、さらにはファントムとも接触する。
広川顕郎（ひろかわ あきお）
声 - 拡森信吾
西田の同志で信奉者。特務自衛隊の幹部であり参謀。階級は中佐。経済に精通している。アメリカの穀物モラトリアムへの反撃として、日本の全対外資産ホットマネーを集中投入し、アメリカ経済を破綻させようと目論む。

### シンボル
ファントム・F・フィーゼラー
声 - 宮崎一成
多国籍企業体・シンボルのCEO（最高経営責任者）。同時に秘密結社としてのシンボルを支配する謎の男。作中、最もガサラキ（ナダ）と呼ばれる存在の知識に精通し、ユウシロウやミハルたちの行動に陰に陽に影響を与える。指示を出すときには常に音声変調が施された電話を用い、人前に姿を現すことはめったに無いため、その正体を知っているものはわずかである。
メス
声 - 徳弘夏生
シンボルの評議員。インヴィテーターであるミハルの監督官だが、保護者としてのメンタリティも持ち合わせており、物語後半シンボルの監視下からミハルの出奔を黙認する。
ギュンター
声 - 森川智之、高木渉（2話）
シンボル所属の科学者でナダ・プロジェクトの研究主任。終盤でFの意を受け、ミハルのことを心配するあまり実験に積極的ではないメスに代わって、ミハルを実験に参加させる。
イシュタルパイロット
声 - 山崎和佳奈
ミハルと共に豪和市潜入作戦に参加したフェイクパイロット。コールサインはF2。鬼哭石（きなし）の里での戦闘で、骨嵬に乗機を破壊されてしまう。

### ベギルスタン関係者
シチルバノフ
声 - 中嶋聡彦
中央アジアにあるベギルスタン共和国の最高権力者（階級は大佐）。領土内にある「神殿の丘」でシンボルが行ったナダとの接触がアメリカなどに大量破壊兵器の実験と誤解され、ベギルスタン紛争の原因となる。シンボルが援軍として送り込んだフェイクで一度は多国籍軍の戦車部隊を退けるが、空爆や特自TA部隊の参戦などで劣勢となり、最後はシンボルが関与したクーデターを起こされる。
ウェイン
声 - 稲葉実
ベギルスタン多国籍軍の司令官。シンボルからの指示で、フェイクのサンプルを持つ実験中隊の帰国を阻止しようとした。
ドール
声 - 堀之紀
ベギルスタン多国籍軍の将官。退役後に豪和インスツルメンツUSA非常勤顧問の地位を約束され、引き換えに豪和に協力していた。
クルス
声 - 佐藤正治
ベギルスタン多国籍軍の参謀でスポークスマン。
ロナルド・フェイガン
声 - 辻親八
SNNのジャーナリスト。ベギルスタンで特自TAとフェイクの史上初の人型ロボット兵器同士の戦闘をスクープしようとしたが、シンボルの手の者に殺害されてしまう。

### 平安編
第15話から、ユウシロウとミハルが骨嵬に触れたことで呼び起こされた記憶として挿入される。古代日本で、骨嵬を操り天皇家の国家統一を支えたものの、その力を次第に削がれ、ついには骨嵬を差し出すよう宣旨を受けた豪族・渡辺党の内紛と朝廷への反乱を描く。
憂四郎（ゆうしろう）
声 - 檜山修之
平安編主人公。渡辺競に仕える嵬。渡辺党の諍いを収めるために行われた骨嵬の神事で競方を務めて美晴に勝つものの、相手の首級を挙げるという定めを果たせず、競が殺される原因を作る。その負い目を利用され、渡辺綱の野望の道具とされる。
美晴（みはる）
声 - 金月真美
平安編ヒロイン。渡辺綱の妹にして嵬。兄を想う気持ちを利用され、兄の野望の道具とされる。
渡辺綱（わたなべのつな）
声 - 高田祐司
努力家ではあるが野心家。朝廷の圧力に抗して反乱を決意し、禁を破って骨嵬を武具として用い、渡辺党の勢力を拡大しようとする。美晴の兄。
渡辺競（わたなべのきおう）
声 - 大川透
渡辺党の当主。滝口の武士として朝廷に仕える現状を受け入れようとして、綱と対立する。憂四郎が骨嵬の神事を全うできなかったことを理由に綱に矢で射殺される。
渡辺三富（わたなべのみとみ）
声 - 日高奈留美
競の娘で、自ら戦場にも出向く女武者。父の仇である綱を憎んではいるが、彼と共に渡辺党を取り仕切っている為、私怨を挟む性格ではないのがうかがえる。決起に難色を示した折、綱から、憂四郎の許嫁であるが故かを指摘された時も言下に否定している。
叡如（えいにょ）
声 - 宮崎一成
謎の僧。皇后（声：鷹森淑乃）に近侍するなど天皇家に取り入り、骨嵬を持つ渡辺党に圧力をかけることによってナダ（ガサラキ）の神事に迫ろうとした。Fと同じく不老長命の「ナダの民」であり、Fと声優は同一で容姿も酷似しており、同一人物の可能性がある。
源頼光（みなもとのらいこう）
声 - 掛川裕彦
勅命により渡辺党を迎撃する。「よりみつ」とも呼べるのかは不明。

### その他の登場人物
黄（ホワン）
声 - 中博史
ユウシロウとミハルが潜伏したアジアン静脈瘤の華僑の互助組織「協和会」の顔役。シンボルとも因縁がある。
王重根（ワン ジュングン）
声 - 森川智之
協和会の戦闘員。元シンボル上海支部所属の工作員。ユウシロウとミハルを逃がそうとするが、シンボルにミハル奪回を依頼された米軍特殊部隊に撃たれ死亡。
李（リー）
声 - 中嶋聡彦
協和会の戦闘員。ユウシロウに命を助けられる。
アメリカ合衆国大統領
声 - 小村哲生
アメリカ合衆国再興のため穀物モラトリアムを仕掛けるが、西田たちの日本経済の総力を挙げた反撃を受ける。
脇坂辰巳（わきさか たつみ）
声 - 大川透
豪和市検事局の検事。豪和家の権力に対して憤っており、一清に対して挑戦的な態度を見せた。

## 用語
アジアン静脈瘤
アジア難民が作ったコロニー。治外法権的な存在であるが、その日本に溶け込まない姿勢は西田たちから危険視され、穀物モラトリアムから発生した混乱の中で制圧の対象とされる。ユウシロウとミハルが豪和の追跡から逃れるため一時期潜伏した。
インジェクション
TAパイロットの生体維持に使用される薬剤の通称。主に静脈への注射によって投薬される。
A液・B液などと便宜上呼ばれているがそれぞれの薬効などは不明。D液には強力な覚醒効果が、S液には鎮静効果が、T液には造血作用があるようである。
17式改の実験時にはマイル1から抽出された免疫グロブリンを元に生体強化を目的とするインジェクションが使用されたがパイロットが暴走する結果となった。
嵬（カイ） / インヴィテーター
ガサラキを召喚する能力を持つ者。またはその役割を表す。嵬は豪和家の、インヴィテーターはシンボルの呼称。前世の記憶を持ち、常人よりも身体的能力が優れている。
ガサラキが優れた個体に仕掛けた進化監視用のトレーサーを受け継ぐ。ガサラキは彼らがいつか自分たちと共に宇宙の深遠に飛び立つことを期待しており、レセプターを通して呼びかけるのを待ち続けている。
ガサラキ
本作品最大の謎。
超高度な謎の知的生命体10億体が自らを部品としたコンピューターであり、その本体は月の裏側の地下に存在する。彼らは自分たちの種の命運が尽きたことを知り、原始的で種の活力が残っている地球人に自分たちの理想を託そうと決意し、そのために優れた資質を持つ個体にトレーサーを仕掛け、惑星各所にレセプターを設置することで進化の過程を監視するシステムを構築した。
機能相転移（きのうそうてんい）
ユウシロウの操縦によってTAに使用されているマイル1の制御能力が劇的に向上し、さらに他の機体にも同様の現象が出現する事象。
骨嵬（クガイ）
ガサラキの降臨によってもたらされたとされる古代日本の神器。TAに使用される人工筋肉は骨嵬から採取された。骨嵬とは豪和の呼称で、シンボルではオリジナルと呼ばれる。甲冑と鬼面を纏った「鬼神」であり、腹部に人が搭乗できるようになっている。本来は武具であるが、渡辺党では争論があると、骨嵬同士を戦わせて理非を決める神事を行っていた。渡辺綱は第15話で、そうした神事の始まりや、ガサラキについて伝承する語り部が殺されたのは、朝廷の謀略であると語っていた。
豪和家
古くから骨嵬を伝承する一族。その血統には骨嵬を操る嵬が出現する。豪和インダストリーを一族支配しており、特務自衛隊にも血族を送り込んでいる。古くは傀儡子（くぐつ）と呼ばれる技能集団であり、平安時代には渡辺党という武士団だった。
豪和市
豪和インダストリーを中心とする企業城下町。その支配は経済だけではなく市の行政機構にまで及ぶ。
閾（しきみ） / GSポイント
嵬 / インヴィテーターが極限な状況に置かれたとき特殊な反応を示す地点。「閾」は豪和側、「GSポイント」はシンボル側の呼称。場所によっては同心円状に圧力を受けたり、高熱によって焼かれたりした痕跡が残っている。作中では以下の地点が登場する。ガサラキによって設置された進化監視用のシステムであり、トレーサーを持つ個体からの信号を受信し、月の本体へ転送する役割を持つ。最終状態においては特異点が発生し、ガサラキが召喚されコンタクトすることが可能になる。
- 鬼哭石（きなし）の里にある石舞台
- 中央アジア、ベギルスタンにある神殿の丘
- 京都近郊の山中、渡辺の閾
- 豪和インダストリー東京本社前
- 東京都新宿区市谷本村町5-1に所在する防衛庁市ヶ谷駐屯地正門奥
- 中国四川省の南興鎮三星堆村、仰渡遺跡
- 白村江

シンボル
国際企業をいくつも傘下に抱える世界規模のコングロマリット。株式は非公開であり特定の一族が握っているため独立性が極めて高い。運営は評議員の合議制であるが、CEO（最高経営責任者）のFには絶対服従である。米軍の司令官や部隊を私的に利用し、小国にクーデターを起こし、独自の潜水艦などを保有するなど豪和とは一線を画した圧倒的な規模と影響力を誇り、世界の裏で暗躍する秘密結社としての側面を持つ。古くから「ナダ」プロジェクトを通してガサラキの秘密に迫ろうとしており、同じ目的を持つ豪和と対立していく。
特務自衛隊（とくむじえいたい）
陸海空に続く第4の自衛隊で、略称「特自」。PKOに基づく海外派兵を主任務としており、劇中では国内治安維持（暴動鎮圧）任務にも出動している。ユウシロウが所属するのは教導団第3実験中隊。その上層部には豪和の血縁者が入り込み、かなりの影響力を保持している。略称の「JSSDF」は「Japan Special Self-Defense Force」の略。
なお現行の自衛隊とは異なり、階級の呼称は米軍と同様。
ナダの民
ファントムや叡如が所属する存在。基本的に単独で行動し、同属とはめったに接触しない。不老長命で寿命は約250年ほど。ナダの神事に関しては世代を超えて本能的に迫ろうとしている。
彼らは元第5惑星が消失した時に辛うじて脱出し、地球に辿り着いたグループの末裔である。不老長命や感情が希薄なのは第5惑星人の種の活力を減ずる要因となった遺伝子操作が原因と思われる。
ポイントG-9
月の裏側にある地点の呼称。ガサラキと関係あると予測されており、シンボルは観測衛星を送り込んで常時監視している。ガサラキ本体である第5惑星人10億人によって構成されたコンピューターが地下に設置されている。
マイル1
TAの駆動を行う人工筋肉の名称。作中ではナノマシンの集合体であると解説される。パイロットのメンタルバーストに反応して能力を上げるらしい。自己制御機能を持った数億の原子からなる高分子モーターの集合体であり、記憶処理能力を備えているが経年劣化から基本構造に欠損を生じているので動作原理やエネルギー源などについては豪和でも解析不能と判断された。元は骨嵬の一部を培養したものである。豪和のガサラキ・プロジェクトの道標として「マイル1」の命名がなされた。
メンタルバースト
舞の踊り手のトランス状態に似た状況。心拍数と血圧が著しく上昇する。TA操縦に関して言及すれば、前述の状態になるため反応速度（TA操作と実挙動の差異が減る）が著しく向上し、結果的にTAの性能も向上、文字通り一心同体の状態となる。逆に肉体的にかかる負担が増大するため、体力の消耗も激しくなる。

## 登場メカ

### タクティカルアーマー（TA）
17式TA「雷電（らいでん）」
特務自衛隊TA実験中隊が使用する人型兵器。略称はTA。「骨嵬」の一部である「鬼の腕」とよばれる謎のオーバーテクノロジーを解析し、極秘裏に開発された人工筋肉「マイル1」を採用した最新鋭の二足歩行型兵器。この「マイル1」が人体でいう脊髄を再現しているため、思考と最小限の命令（音声認識）・操作で人間に近い運動能力を発揮する。
劇中では餓沙羅鬼の解明の一環としての骨嵬の解析と再現こそが真の目的であり、TA開発と実戦投入は単なる実験の一部、コストも実用性も（そしてパイロットの安否も）二の次であることが示唆されていた。
アルムブラストは気体爆薬を利用した機動補助システムで脚部に装備されている。本来は登攀時にジャンプしたり、床を掘削したりするのに利用するものだが、ユウシロウは姿勢制御や回避目的での瞬発的な微進、塹壕形成（安宅大尉が着想）などにも用いていた。
肩部にはリフティングウインチを内蔵。これを射出することで傾斜が深い上り坂や、建物の屋上へ一気に登ることが可能。脚部の損傷などで動けない場合、ウインチを地面に射出することで無理やり移動することもできる。
動力は燃料電池であり、そのために低温の液体酸素が搭載されている。脚部のショックアブソーバーが加熱した場合は液体酸素を流用して冷却することも出来る。
本編では北海道八臼岳演習場での17式改の暴走事件以降、首相警護任務や豪和ビルでの対米迎撃戦などで17式改の装備でもある大容量バッテリーパックや25mm機関砲、ミサイルランチャー、ブラストロッドなども用いるようになったが、第三実験中隊の装備としての機体は件の暴走事件でやむを得ず17式改を用いた以外では、一貫して17式のみである。
本編中では「雷電」と呼ばれたことは一度も無い。
17式改TA「震電（しんでん）」
17式の改良量産型。操作系をパイロットごとの個性に合わせ厳密にチューンした17式に対し、既存の設定の中から比較的適切なものを選ぶように、チューニングが簡易化されている。
本編では北海道八臼岳演習場の連続走行実験にて、パイロットに与えられた特殊なインジェクションに起因する試験中の暴走事故を起こしたが、運用配備に影響する問題にはならなかったようで、以後国内各方面へ配備されている様子をうかがわせる描写がなされている。実際に暴走事件以後の戒厳令発令時の各地での警戒任務やアジアン静脈瘤での暴徒鎮圧には、この17式改が用いられている。
17式に比べ、新型バッテリーを装備したことにより行動時間が飛躍的に増大している。反面、暴走時にパワー切れによる停止が期待できず、試験暴走時に実験中隊を投入する結果となった。
ブラストロッドはアルムブラストと同様の気体爆薬を使用した暴徒鎮圧用の非殺傷性兵器。
17式同様に、本編中で「震電」で呼ばれたことは一度も無い。
「月光（げっこう）」
ゲームにのみ登場した新型TA。デザインは他の機体同様に出渕裕である。首が胴体に埋没したような形状で、細身の意匠はイシュタルMk-II のデザインを取り入れている。

### メタルフェイク（MF）
シンボルが開発した人型歩行兵器。略称はMF。「シンボル」が使用する人型兵器である。特務自衛隊が使用するTAと同系統の兵器で、「オリジナル」である骨嵬に対する「フェイク」と通称され（「メタルフェイク」の呼称は、模型などの商品でのみ使用）、本編に登場するのはイシュタルMk-II 1機種のみである。ベギルスタンでは多国籍軍の機甲部隊（空挺戦車や歩兵戦闘車）への攻撃に使用され、絶大な戦果を挙げている。TAとは異なり、同様の人型兵器に対する白兵戦用の武器もあり、各種火器や特殊装備も充実している。
なお作中の台詞から、装備する対戦車ミサイルはLOSATとされる。本作が放送中にアメリカ軍が開発中であったミサイルだが、その後、開発中止となった。
壁抜け用の泡状爆薬スプレーや点火用レーザー、セキュリティやサーバーコンピュータに対するハッキングシステムも装備しており、豪和中央研究所に潜入する際に活用された。
作中終盤に米軍にも納入され、空挺降下後に豪和インダストリー本社に突入。この時は一部の機体に正座の姿勢での高速移動が可能なスキッドローラー機構が脛部に装着されていた。また、人型兵器用の携帯火器サイズのレールガンを装備した機体が一機だけ配備されていた。
シンボルの運用下にあった時点での機体価格は1億ドル以上。開発費用は最低でも20億ドル以上。
メカデザインは荒牧伸志による。

### その他の兵器
TA戦闘指揮車
特務自衛隊のTA部隊前線指揮用8輪式装輪装甲車。指揮やバックアップだけではなくTAのデータ収集も目的としているため、搭載された複数のコンピューターによってTAや操縦者の心身状態をモニタリングする事が可能となっている。砲塔に25mmチェーンガンと7.62mm機銃を有するが、あくまで自衛用の武装であり、自ら戦闘に参加する事は無い。また、砲塔から上に伸びたセンサー群は「ビッグアイ」と呼ばれる。車体側面にはRPVと呼ばれる無人偵察機と、射出用のレールが収納されている。乗員は6名。単価は約15億円。
TA輸送車
特務自衛隊のTA輸送用トレーラートラック。6輪の牽引用装甲車と4輪のトレーラーから構成されている。トレーラーには2機のTAを搭載可能で、それを2両牽引できる。
12式戦車
特務自衛隊の主力戦車。特務自衛隊機甲師団の最新型戦車で、世界でも有数の機動力を持つ最新鋭車両。主砲に短砲身の135mm滑腔砲（液体装薬砲）を装備している。また、対空・対戦車両用ミサイルを8基備え、搭載場所は明示されていないが砲塔バスルの上面が斜め上に開くことを示唆する設定画がある。外見上の特徴としては車体に対して砲塔が大柄で、傾斜装甲が採用されている。また、防盾上に砲手用サイトを備え、防盾自体も前方に伸びている。第2話において本車4両が4式歩兵戦闘車4両と共にTAとの模擬戦に参加するが全車が撃破された。なお、12式の読み方は「じゅうにしき」。
4式歩兵戦闘車
特務自衛隊の歩兵戦闘車。砲塔に30mm機関砲と、対空・対戦車両用ミサイルを8基備える。乗員は車長・砲手・操縦手の3名で、車体後部に6名の兵員を収容できる。第2話においてTAとの模擬戦を行った。
90式戦車改
特務自衛隊の主力戦車。90式戦車の改良型で、主砲は12式戦車の物とは外観が異なる短砲身の135mm滑腔砲に変更され、砲塔正面周りと車体側面に装甲を追加している。また、視察装置と発煙弾発射機なども変更されている。第23話において市ヶ谷駐屯地の正面入口に配備されていた。
以上は全て架空の兵器である。この他、155mmりゅう弾砲 FH70やF-22、トーネードIDSなどの実在兵器も登場している。

## スタッフ
- 企画 - サンライズ
- 原案 - 矢立肇、高橋良輔
- 監督 - 高橋良輔
- 助監督 - 谷口悟朗
- シリーズ構成 - 野崎透
- キャラクターデザイン - 村瀬修功
- ゲストキャラクターデザイン - 山形厚史
- メカニックデザイン - 出渕裕、荒牧伸志
- デザインワークス - 武半慎吾、兵頭敬、鈴木竜也、鈴木卓也
- 美術監督 - 池田繁美
- 色彩設計 - 岩沢れい子
- 撮影監督 - 土岐浩司
- 編集 - 鶴渕友彰
- 音響監督 - 浦上靖夫
- 音楽 - 蓜島邦明
- 音楽プロデューサー - 桜井裕子
- 企画プロデューサー - 小林真一郎、池口和彦
- プロデューサー - 金岡英司、高城一典、古澤文邦、小池経利
- 製作協力 - バンダイビジュアル
- 製作 - サンライズ、読売広告社、テレビ大阪

## 主題歌
オープニングテーマ
『MESSAGE #9』（第1話 - 第14話、第17話 - 第24話）
作詞・歌 - 種ともこ / 作曲・編曲 - 保刈久明
『REMIX OF MESSAGE #9：type M』（第15話・第16話）
作詞・歌 - 種ともこ / 作曲 - 保刈久明 / 編曲 - 松林正志
- 第25話（最終話）は通常フォーマットのオープニングではない。

エンディングテーマ
『LOVE SONG』
作詞・歌 - 種ともこ / 作曲・編曲：新居昭乃

## 各話リスト
サブタイトル右記の和歌が正式名称（太字部分は劇中の画面表示に則して赤字で表記）。通常は略記を用いる。
| 話数 | サブタイトル       | 和歌                                                                          | 脚本       | 絵コンテ        | 演出       | 作画監督                                    | 放送日         |
| ---- | ------------------ | ----------------------------------------------------------------------------- | ---------- | --------------- | ---------- | ------------------------------------------- | -------------- |
| 1    | 石舞台             | ただひとつ 嵬の嵬たる 証にと 石の舞台に 足打ち付けぬ                          | 野崎透     | 村瀬修功        | 谷口悟朗   | 玉川達文（キャラ） 重田智（メカ）           | 1998年 10月4日 |
| 2    | 序ノ舞             | 千歳なる 淵の淀みに 風起こる さざ波渡る 水の序の舞                            | 野崎透     | オグロアキラ    | 吉本毅     | 寺岡巌                                      | 10月11日       |
| 3    | 天気輪             | 雨風を 占いけるを 天気輪 明日を音に問う 心細さに                              | 野崎透     | 山中英治        | 西山明樹彦 | ウエダヨウイチ（キャラ） 山根理宏（メカ）   | 10月18日       |
| 4    | 蜃気楼             | 現なる 時の流れの 間隙に 我身あやつる 蜃気楼みる                              | 竹田裕一郎 | 杉島邦久        | 杉島邦久   | 鈴木竜也（キャラ） 鈴木卓也（メカ）         | 10月25日       |
| 5    | 接触（ふれあい）   | 鎧われて 確（しか）とは見えぬ 君なれど たがいの傷に 接触（ふれ）た感あり      | 小中千昭   | 谷口悟朗        | 吉本毅     | 寺岡巌                                      | 11月1日        |
| 6    | 操り人形           | 誘われて 地下迷宮に 再会す 想いは踊る 操り人形（パペット）に似て              | 野崎透     | 米たにヨシトモ  | 西山明樹彦 | ウエダヨウイチ（キャラ） 山本佐和子（メカ） | 11月8日        |
| 7    | 帰還               | そはミハル 想い残して 帰還する 心の闇に 棲（すく）う君の名                    | 竹田裕一郎 | 細田雅弘        | 岡本英樹   | 寺岡巌                                      | 11月15日       |
| 8    | 火宅               | それぞれに 想いあふるる 三界の… 何処（いずく）も彼処（かしこ）も 火宅なりけり | 野崎透     | 工藤紘軌        | 吉本毅     | 玉川達文（キャラ） 吉田徹（メカ）           | 11月22日       |
| 9    | 御蔵               | 仕舞われて 息を潜めし 古（いにしえ）の おもいは澱む 蔵の暗闇                  | 小中千昭   | 杉島邦久        | 杉島邦久   | 寺岡巌                                      | 11月29日       |
| 10   | 骨嵬               | 骨嵬なる 胎内廻り闇廻り 数珠と連なる連綿の嵬                                  | 小中千昭   | 山中英治        | 西山明樹彦 | ウエダヨウイチ（キャラ） 山本佐和子（メカ） | 12月6日        |
| 11   | 絆                 | 行き行きて また塞がるる嵬の道 繋ぐ絆は如何に在りすや                          | 野崎透     | 吉本毅          | 吉本毅     | 鈴木竜也（キャラ） 鈴木卓也（メカ）         | 12月13日       |
| 12   | 綻び               | 地を穿つ 火線極めて綻びぬ 積み重ねたる千年の禁                                | 竹田裕一郎 | 細田雅弘        | 岡本英樹   | 寺岡巌                                      | 12月20日       |
| 13   | 旅立ち             | 旅立ちに 後 振り向いて 今一度 捨てる人をば 父さんと呼ぶ                       | 野崎透     | 杉島邦久        | 杉島邦久   | 門智昭（キャラ） 大塚健（メカ）             | 12月27日       |
| 14   | 同行（どうぎょう） | 綾かなる 過去へ向かいし 嵬の道 同行二人 病葉を踏み                            | 野崎透     | 谷口悟朗        | 西山明樹彦 | 玉川達文（キャラ） 吉田徹（メカ）           | 1999年 1月10日 |
| 15   | 閾（しきみ）       | 嵬と嵬 閾に入りて 今ぞ見る 我が源の蒼き哀しみ                                 | 野崎透     | 坂本郷          | 吉本毅     | ウエダヨウイチ（キャラ） 山本佐和子（メカ） | 1月17日        |
| 16   | 宿業               | 我を灼く 宿業の火や 古都の空 修羅と染め抜き 夜叉と照り映え                    | 野崎透     | 坂本郷          | 吉本毅     | 鈴木竜也（キャラ） 鈴木卓也（メカ）         | 1月24日        |
| 17   | 混沌               | 混沌の アジア極まる 十字路で 過去と今とを 負いて佇む                          | 野崎透     | 谷口悟朗        | 西山明樹彦 | 寺岡巌                                      | 1月31日        |
| 18   | 裏窓               | 滾りたつ 世に背を向けて 裏窓の ガラスの曇り 頼みて潜む                        | 竹田裕一郎 | 工藤紘軌        | 岡本英樹   | 新保卓郎（キャラ） 中田栄治（メカ）         | 2月7日         |
| 19   | 慟哭               | 義にて逝く 人の最期を 目に刻む 暗き海原 慟哭を吸い                            | 野崎透     | 杉島邦久        | 杉島邦久   | 門智昭（キャラ） 大塚健（メカ）             | 2月14日        |
| 20   | 動乱               | 動乱の 時代のうねりの 直中で たった一人の 面影を追う                          | 小中千昭   | 工藤紘軌        | 岡本英樹   | 玉川達文（キャラ） 吉田徹（メカ）           | 2月21日        |
| 21   | 疾走               | 追って 追う 全ての法を 踏み越えて 疾走（はし）る心の 赴くままに               | 野崎透     | 谷口悟朗        | 吉本毅     | ウエダヨウイチ（キャラ） 山本佐和子（メカ） | 2月28日        |
| 22   | 権化               | 向き合いて 想い投げ合い それと見る 捕らわれし心 権化とぞなる                  | 野崎透     | 工藤紘軌        | 吉本毅     | 新保卓郎（キャラ） 中田栄治（メカ）         | 3月7日         |
| 23   | 無間               | 我が叫び 無間の闇に 立ち竦む 凍る心に 響きあれかし                            | 野崎透     | 杉島邦久        | 杉島邦久   | 鈴木竜也（キャラ） 鈴木卓也（メカ）         | 3月14日        |
| 24   | 句読点             | 激しくも 哀れ空しい 句読点 撃ちてし止まむ それぞれの秋（とき）                | 野崎透     | 荒牧伸志        | 西山明樹彦 | 門智昭（キャラ） 大塚健（メカ）             | 3月21日        |
| 25   | 餓沙羅             | 餓沙羅なる 遙けき便り 打ち捨てむ そは呪われし 回文にして                      | 野崎透     | 吉田徹 谷口悟朗 | 吉本毅     | ウエダヨウイチ                              | 3月28日        |

## 関連商品

### 映像ソフト
バンダイビジュアル発売。
- VHS・LD・DVD（1999年1月25日 - 9月25日、全9巻）
- DVD-BOX（2004年6月25日、全25話収録）
  - 2010年12月22日に“ EMOTION the Best ”シリーズとして「ガサラキ DVD-BOX」が発売。仕様は封入特典が無いこと以外は概ね2004年版DVD-BOXに準じる。ボックスアートは村瀬修功の描き下ろし新作イラストに変更されている。

### CD
ビクターエンタテインメント発売。
- 音楽CD
  - MESSAGE #9（1998年10月21日）マキシシングル
  - LOVE SONG（1998年10月21日）
  - 餓沙羅鬼伝承音楽I（1998年12月2日）オリジナルサウンドトラック
  - 餓沙羅鬼伝承音楽II（1999年3月3日）オリジナルサウンドトラック
  - メトセラの七つの刻印（1999年2月3日）イメージアルバム
- ドラマCD
  - 餓沙羅鬼見聞録CD1「風の記憶 砂の伝承」（1998年11月21日）未来編。本編から3000年後の物語。
  - 餓沙羅鬼見聞録CD2「天の人 海の民」（1998年12月19日）古代編。卑弥呼の時代の物語。
  - 餓沙羅鬼見聞録CD3「人、嵬」（1999年2月24日）平安末期編。第15・16話とは異なる時代の物語。
  - 餓沙羅鬼見聞録CD4「出発（たびだち）」（1999年4月7日）近未来編。最終話の後日談。

### 小説
角川書店刊（『DEAD POINT』のみ集英社刊）。
- I 戦術甲冑（タクティカル・アーマー）（1999年4月1日 ISBN 4-04-420001-7）
- II 傀儡子（くぐつ）（1999年6月1日 ISBN 4-04-420002-5）
- III 接触（ふれあい）（1999年8月1日 ISBN 4-04-420003-3）
- IV 未来（あした）（1999年9月1日 ISBN 4-04-420004-1）
  - 角川スニーカー文庫 原案：矢立肇、高橋良輔 著：野崎透
  - カバーイラスト：村瀬修功 口絵イラスト：出渕裕 本文イラスト：武半慎吾（全巻）、深野洋一（I - III）、村瀬修功（IV）
- ガサラキ 村井中尉（ムラチュー）の決心（角川mini文庫 1999年7月 ISBN 4-04-700281-X）
  - 原案：矢立肇、高橋良輔 著：野崎透
  - イラスト：植田洋一
- DEAD POINT―死点（スーパーダッシュ文庫 全2巻、2000年7月 - 8月、原作：高橋良輔 イラスト：吉原昌宏）
  - 京浜静脈瘤や日本のベギルスタン派兵問題など、本作と設定・世界観を共有するシェアード・ワールド作品。後の『FLAG』に繋がる要素を多く含んでいる。

アニメ版と小説版の違い
現代編
- ユウシロウと憂四郎の両存在について、小説では詳しく書かれている。
- アニメではほぼ省略されたミハルがシンボルに拾われた経緯について、小説では詳しく書かれている。
- アニメでは憂四郎とミハルの接点は無かった。一方、小説では豪和乃三郎による実験でTAに乗っていた憂四郎と、そこへメスの意向で現れたフェイクに乗ったミハルとが戦闘を行っている。
- アニメではベギルスタン共和国で行われたシンボルによるナダの実験での大爆発を発端に、その後の多国籍軍の侵攻、特務自衛隊教導団第3実験中隊の派兵、及びユウシロウとミハルの出会いへと繋がった。一方、小説ではベギルスタン共和国のくだりは存在せず、アフリカにあると思われる政情不安なイリアスにてシンボルがナダの実験を強行したが、アニメのような大きな展開にはなっていない。
- アニメでは「関西方面」とされていたアジアン静脈瘤の場所が、小説では大阪であると明記されている。もっとも、アニメでも地図によって大阪であることが暗示されていた。
- 静脈瘤でのミハル。アニメでは感情を失って一言も口をきかなかった。一方、小説では普通にユウシロウや王と会話しており、更に同じ場所で暮らす徐という少女と友人関係にもなった。
- アメリカの穀物モラトリアム発表に端を発するアジアン静脈瘤の暴動鎮圧に、アニメではTA部隊が投入されたが、小説ではTAは登場せず空挺部隊が投入された。

平安編
平安編は小説では全体の4分の1ほどを占めているが、アニメでは25話中2話しかなく、内容の差異が激しい。
- アニメでは明らかにされていなかった渡辺党の領地が、小説では摂津国の一部であると明記されている。
- 骨嵬の神事が憂四郎によって破られた際。アニメでは渡辺競はその場で渡辺綱によって射殺された。一方、小説では後日改めて競と綱が軍勢を率いて合戦を行い、破れた競が射殺される。
- 競を殺害した綱。アニメではすぐに軍勢200騎、及び憂四郎と美晴の骨嵬を率いて京都に攻め上った。一方、小説では周辺の豪族や朝廷の討伐軍と何度も合戦を行い、実際に京都に攻め上ったのは骨嵬の神事からおよそ1年ほど経ってからで、更に軍勢は2000騎、率いた骨嵬も美晴のもののみである。また、討伐軍として侵攻してきた近江国の豪族は骨嵬を率いており、骨嵬同士の戦いも行われた。
- 三富。アニメでは女性ながら武将として綱に従って京都まで攻め上り、綱の死後は渡辺党の退却の指揮を執っている。一方、小説では武将としての扱いは全く無く、綱の暗殺に尽力しつつも綱の罠にはまって殺害される。
- 憂四郎。アニメでは骨嵬の神事を破った負い目から京都まで綱に従っていた。一方、小説では豪族や朝廷の討伐軍との合戦に参加することを何度か拒否するなど綱に反抗的な行動を最期までとる。
- 美晴。アニメでは兄の綱に従順な妹であった。一方、小説では自分を何度も戦に出す兄を徐々に憎むようになり、憂四郎との間に子を宿してそれが決定的となったが、兄に従って戦に出ることは止めなかった。なお、綱が京都へ攻め上るまで骨嵬の神事から1年ほど間があったのは、美晴の出産を待っていたためである。

### 漫画
- ガサラキ（角川書店、月刊・エースネクスト　1998年10月 - 2000年5月、全4巻。作画：MEIMU）
- 他に伊藤真美作画版が雑誌『エースダッシュ』に掲載されたが中断となり、未単行本化。

### ムック
- ニュータイプフィルムブックエクストラ ガサラキ【戦略装甲兵器解説読本】上（角川書店、1999年5月31日 ISBN 4-04-853050-X）
- ニュータイプフィルムブックエクストラ ガサラキ【戦略装甲兵器解説読本】下（角川書店、1999年8月20日 ISBN 4-04-853051-8）

### ゲーム
- Tactical Armor Custom ガサラキ（プレイステーション、2000年1月13日、バンダイ）
  - テレビアニメ最終話、及びドラマCD第4弾の数年後を描いた作品。
- スーパーロボット大戦X-Ω
  - iOS / Android向けゲームアプリ。第3期参戦作品としての登場が発表された。